# カール・アイカーン
カール・アイカーン（英語：Carl Icahn、1936年2月16日 - ）は、アメリカ合衆国の投資家。持株会社アイカーン・エンタープライズの創業者。
2011年時点で総資産が125億ドルの資産家である。テキサコ、ウエスタンユニオン、バイアコム、サムソナイト、ハーバライフなどのほかに、原子力開発で有名なカーマギー社にも影響力を持つ。

## 概要
東欧から移民したユダヤ教を信仰するユダヤ系カントルの父と、学校教師の母のもとにニューヨーク市クイーンズ区に生まれた。ニューヨークのファーロックアウェイ高校を経てプリンストン大学で哲学を専攻して卒業する。のちにニューヨーク大学で医学を専攻するも、中退している。1961年に25歳でドレフュス商会（1994年からメロン・フィナンシャル）で働きはじめた。1968年、自身のヘッジファンド、のちのアイカーン・エンタープライズとなるIcahn & Co.を設立した。
2015年9月末時点でアイカーンは投資総額約1兆7000億円のファンドを運営し、企業の経営権を取得する「乗っ取屋」として有名である。たとえば1985年にトランス・ワールド航空を買収した。このころ、アイヴァン・ボウスキーやマイケル・ミルケンと並び、ガルフ・アンド・ウェスタンなどの買収をめぐりウォール街市場でのインサイダー取引を疑われていた。トランス・ワールド航空が1992年にチャプター11申請した時、アイカーンは個人的損害が1億5000万～2億ドルであると記者会見で述べた。
2000年以降、アイカーン・エンタープライズは年平均22％の運用成績を収めている。2004年、マイラン株を買収して議決権を増やし、マイラン名義でKing Pharmaceuticals を買収した。2006年2月、ラザードCEO と作成した343ページに及ぶ企画書にタイムワーナー買収を盛り込んだ。また、2010年6月までブロックバスター (企業) の重役であった。同年7月にメンター・グラフィックスの14％を買収し、2011年2月に買収提案までした。2012年10月31日、ネットフリックスの10％を買収した。2015年11月23日、ゼロックス株の持分7.13％を公開した。こうした例に見られるよう、近年は少数持分を取得した上で経営改革を迫る手法をとるようになった。

## エピソードなど
- 2011年3月7日、世界情勢を懸念して自身のファンドから17億6000万ドルを投資家へ返還。その4日後に東北地方太平洋沖地震（東日本大震災）が起こり、野性的な勘が優れていると言われた。
- 2011年8月、S&P 500を空売り後の株価下落、そしてアイカーンが保有する銘柄の一つモトローラ・モビリティがGoogleによって好条件で買収されたことも重なり、1週間で5億ドルという記録的な収益をあげた。
- 2013年8月13日、自身のTwitterアカウントにて「現在、Appleの株式を大量に保有しているが、アップルは過小評価されている。ティム・クックと話し、自社株買いをするべきだと伝えた。」とツイートしたところ、株価が5％（時価総額2兆円以上）上昇し、世間を騒がせた。
- 2015年8月8日、自身が熱心に支援して親交[11]がある共和党のドナルド・トランプ米国大統領候補から、政権誕生の暁にはアメリカ合衆国財務長官に指名したいと提示されたところ「早起きができない」と辞退した後に受諾を表明するも[12]、結局財務長官にはアイカーンの知人[13]であるスティーヴン・マヌーチンの起用が決まり、アイカーンは規制改革担当の顧問に選ばれることとなった[14]。なお、アイカーンはトランプ・エンターテイメント・リゾーツの所有者でもある。